# Titularbistum Zattara
Zattara ist ein Titularbistum der römisch-katholischen Kirche.
Das Bistum Zattara war in Numidien angesiedelt, einer historischen Landschaft in Nordafrika, die weite Teile der heutigen Staaten Tunesien und Algerien umfasst.
| Titularbischöfe von Zattara |                          |                                                          |               |                   |
| Nr.                         | Name                     | Amt                                                      | von           | bis               |
| 1                           | Anton Oomen MAfr         | Apostolischer Vikar von Mwanza (Tansania)                | 18. März 1929 | 13. Juni 1948     |
| 2                           | Arthur Douville          | emeritierter Bischof von Saint-Hyacinthe Québec (Kanada) | 13. Juni 1967 | 26. November 1970 |
| 3                           | Tadeusz Werno            | Weihbischof in Koszalin-Kołobrzeg (Polen)                | 22. März 1974 | 20. Dezember 2022 |
| 4                           | Edgar Jesús Mejía Orozco | Weihbischof in Barranquilla (Kolumbien)                  | 15. Mai 2024  |                   |